# Livônia (Letônia)

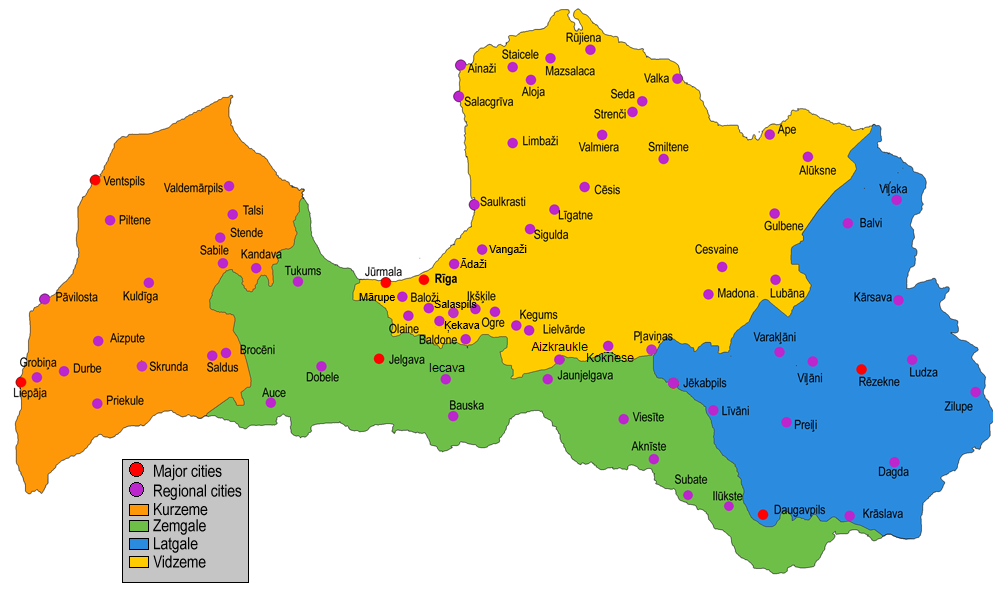
Livônia (amarelo), uma das regiões históricas da Letônia

Livônia (em latim: Livonia; em alemão: Livland; em letão: Vidzeme) é uma das regiões históricas da Letônia, situada na parte norte-central do país, ao norte do rio Duína Ocidental. Compreenda apenas a parte central da Livônia medieval e aproximadamente a metade da Livônia sueca. 
Seu relevo é basicamente constituído de colinas. Estão integralmente incluídos na região os distritos (Raion) de  Alūksne, Cēsis, Gulbene, Limbaži, Madona, Valka, Valmiera. Estão parcialmente incluídos Aizkraukle, Ogre e Rīga.